# MICHInoX
MICHInoX（みちのーくす）は、宮城県仙台市を拠点とする、日本の劇団。

## 概要
2011年に「劇団 短距離男道ミサイル」として結成され、2024年5月に「MICHInoX（みちのーくす）」として改称。
代表は俳優の武者匠。劇作・演出は主に本田椋が担当している。

## 劇団員
※2025年時点。
- 武者匠（むしゃ たくみ）
- 本田椋（ほんだ りょう）
- 武長慧介（たけなが けいすけ）
- 原西忠佑（はらにし ただすけ）
- 山口幸晟（やまぐち こうせい）
- せこ三平（せこ さんぺい）
- 神﨑祐輝（かんざき ゆうき）
- 三澤一弥（みさわ かずや）
- 松浦良樹（まつうら よしき）
- 赤羽ひろみ（あかはね ひろみ）
- 鶴飼奈津美（つるかい なつみ）